# پائولینیو کاسکاول
پائولینیو کاسکاول (به پرتغالی: Paulo Roberto Bacinello) مهاجم اهل برزیل است که در شهر کاسکاول این کشور و در تاریخ ۲۹ سپتامبر ۱۹۵۹ به دنیا آمده‌است.
پائولینیو کاسکاول در تیم فوتبال رکرتیوو کاسکاول سابقهٔ حضور دارد.